# Вардаовіт
Вардаовіт (вірм. Վարդահովիտ) — село в марзі Вайоц-Дзор, на півдні Вірменії. Село розташоване за 30 км на північний схід від Єхегнадзора та 34 км на північ від Вайка. Сільський раді підпорядковуються також сусідні села Гетіванк та Севажайр.
У 2006 та 2007 р. весняні паводки пошкодили посівні площі, сади та два мости.